# 圣博代勒
圣博代勒（法語：Saint-Baudelle，法語發音：[sɛ̃ bodɛl]）是法国马耶讷省的一个市镇，属于马耶讷区。

## 地理
圣博代勒（48°16'52"N, 0°38'10"W）面积7.17 平方千米，位于法国卢瓦尔河地区大区马耶讷省，该省份为法国西北部内陆省份，北起芒什省和奧恩省，西接伊勒-维莱讷省，南至曼恩-卢瓦尔省，东临萨尔特省。
与圣博代勒接壤的市镇（或旧市镇、城区）包括：布赖河畔帕里涅、孔泰斯、马耶讷、穆莱、圣乔治比塔旺。

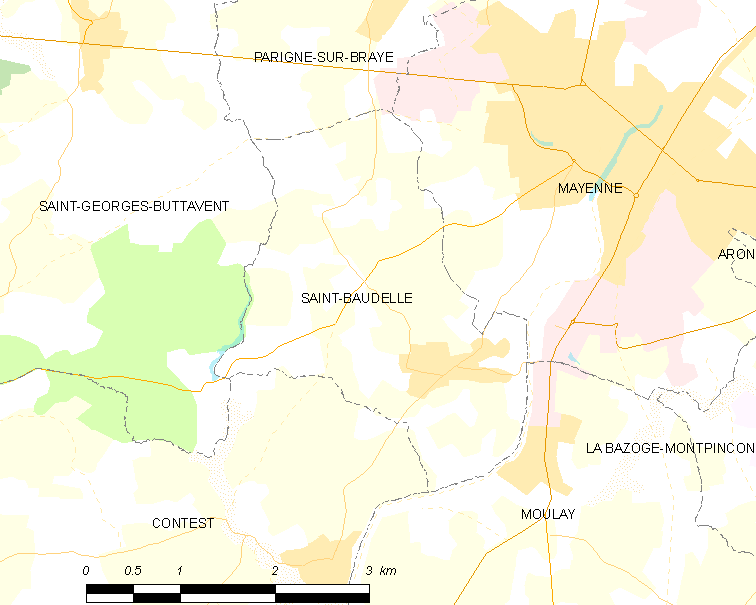
圣博代勒的OSM定位图

圣博代勒的时区为UTC+01:00、UTC+02:00（夏令时）。

## 行政
圣博代勒的邮政编码为53100，INSEE市镇编码为53200。

## 政治
圣博代勒所属的省级选区为马耶讷县。

## 人口

1962-2008年间圣博代勒人口变化图示

圣博代勒于2022年1月1日时的人口数量为1181人。